# Stanisław Butlak
Stanisław Eugeniusz Butlak (ur. 17 lutego 1957 w Suchej Beskidzkiej) – polski dowódca wojskowy, szef Wojsk Rakietowych i Artylerii Wojsk Lądowych, z-ca szefa Szkolenia Wojsk Lądowych, generał brygady Wojska Polskiego w stanie spoczynku.

## Życiorys
Ukończył Liceum Ogólnokształcące im. Marii Skłodowskiej-Curie w Suchej Beskidzkiej. W 1976 rozpoczął studia w Wyższej Szkole Oficerskiej Wojsk Rakietowych i Artylerii im. gen. Józefa Bema w Toruniu, którą ukończył z wyróżnieniem w 1980. Następnie w 1984 ukończył Wyższy Kurs Doskonalenia Oficerów i Akademię Sztabu Generalnego w 1990. Dalsze etapy w doskonaleniu wojskowego rzemiosła to ukończenie w 1995 Kursu Dowódców Pułku, 1998 Studia Podyplomowe – kierunek administracja na Wydziale Prawa i Administracji Uniwersytecie im. Adama Mickiewicza w Poznaniu.
Generał Butlak kształcił się również poza granicami kraju, w 2004 ukończył studia Polityki Obronnej na US Army War College w USA.
Zaangażowany w proces zastosowania w Siłach Zbrojnych RP przeciwpancernych pocisków kierowanych „Spike”, eksploatacji zmodernizowanych wyrzutni rakietowych „BM-21”, nowoczesnych rodzajów amunicji, zautomatyzowanych systemów kierowania ogniem i środków rozpoznania artyleryjskiego
15 sierpnia 2005 został awansowany na stopień generała brygady. Od lutego 2008 pełni obowiązki z-cy dowódcy Wielonarodowej Dywizji Centrum-Południe (MND CS) w Iraku, realizując zadania związane m.in. z przygotowaniem wycofania polskiego kontyngentu.
Uchwałą nr XXXVII/348/2002 Rady Miejskiej w Sulechowie z dnia 12 września 2002 roku został wyróżniony tytułem Honorowego Obywatela Gminy Sulechów. W 2017 roku zakończył zawodową służbę wojskową, przechodząc w stan spoczynku.

## Zajmowane stanowiska
- Dowódca plutonu w 23 kdaa (2 lata) – Bielsko Biała
- Dowódca baterii w 23 kdaa (2 lata) – Bielsko Biała
- Szef sztabu dywizjonu w 23 kdaa (1 rok) – Bielsko Biała
- Dowódca dywizjonu w 23 BAA (1 rok) – Zgorzelec
- Oficer operacyjny w 23 BAA (1 rok) – Zgorzelec
- Szef sztabu z-ca d-cy pułku w 5 pa (3 lata) – Sulechów
- Dowódca pułku w 5 pa (8 lat) – Sulechów
- Dowódca 23. Śląskiej Brygady Artylerii (24 czerwca 2004 – 18 stycznia 2006) – Bolesławiec
- Szef Wojsk Rakietowych i Artylerii Wojsk Lądowych – Warszawa
- Z-ca szefa Szkolenia Wojsk Lądowych – Warszawa
- Z-ca d-cy Wielonarodowej Dywizji Centrum-Południe (MND CS) w Iraku
- Z-ca szefa Szkolenia Wojsk Lądowych – Warszawa[3].

## Odznaczenia i wyróżnienia
- Krzyż Kawalerski Orderu Odrodzenia Polski (2011)[4]
- Złoty Krzyż Zasługi
- Złoty Medal „Siły Zbrojne w Służbie Ojczyzny”
- Srebrny Medal „Siły Zbrojne w Służbie Ojczyzny”
- Brązowy Medal "Siły Zbrojne w Służbie Ojczyzny"
- Złoty Medal „Za Zasługi dla Obronności Kraju”
- Srebrny Medal „Za Zasługi dla Obronności Kraju”
- Brązowy Medal „Za Zasługi dla Obronności Kraju”
- Wpis do Księgi Honorowej Ministra Obrony Narodowej